# (2357) Phereclos
(2357) Phereclos (1981 AC) – planetoida z grupy trojańczyków okrążająca Słońce w ciągu 11,84 lat w średniej odległości 5,19 au. Odkryta 1 stycznia 1981 roku.